# Герб Сёдерманланда
Герб Сёдерманланда (швед. Södermanlands vapen) - символ исторической провинции (ландскапа)
Сёдерманланд, Швеция. Также употребляется как официальный символ современного административно-территориального образования лена Сёдерманланд.

## История
Герб ландскапа известен из описания похорон короля Густава Вазы 1560 года. 
Как герб лена этот знак утверждён в 1940 году.

## Описание (блазон)
В золотом поле восстающий чёрный грифон с червлёными языком, клювом и когтями.

## Содержание
Грифон происходит из герба феодала Бу Юнссон Грипа (XIV в.). 
Герб ландскапа может увенчиваться герцогской короной. Герб лена может использоваться органами власти увенчанный королевской короной.

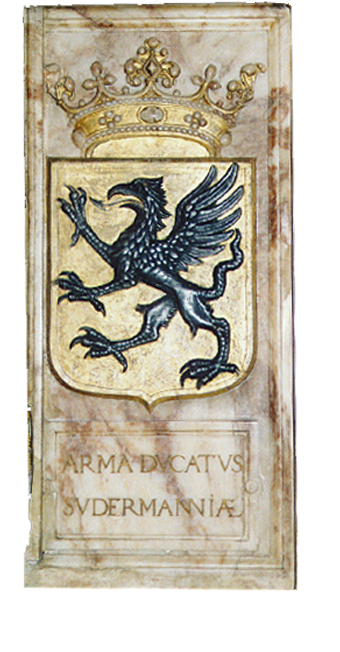
Герб Сёдерманланда на надгробии Густава Вазы
Герб ландскапа с герцогской короной
Герб лена с королевской короной